# Dr. Erwin Pröll Privatstiftung

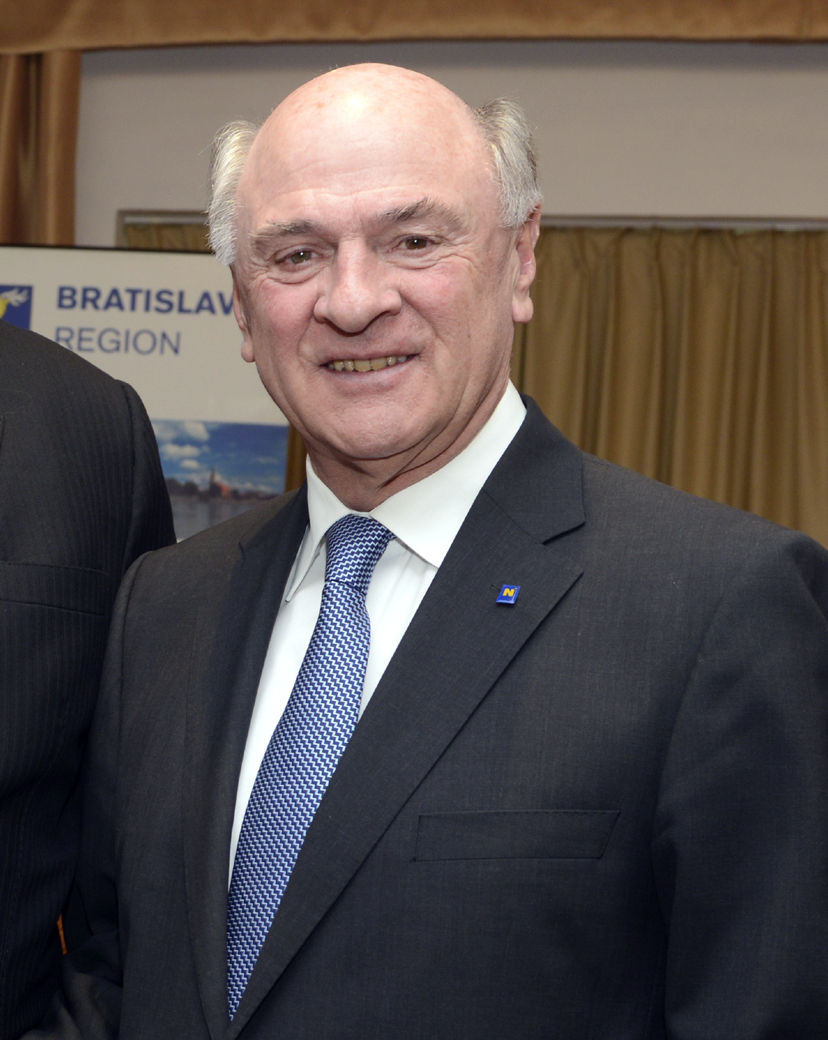
Landeshauptmann von Niederösterreich außer Dienst Erwin Pröll

Die Dr.-Erwin-Pröll-Privatstiftung war eine vom damaligen niederösterreichischen Landeshauptmann Erwin Pröll von der ÖVP eingerichtete gemeinnützige Stiftung, die von 2007 bis 2018 existierte. Zuerst wurde ihre undurchsichtige Konstruktion 2009, dann neuerlich 2017 kritisiert, nachdem bekannt geworden war, dass die niederösterreichische Landesregierung ihr innerhalb von neun Jahren mehr als eine Million Euro an Landesfördermitteln zugeteilt hatte. 300.000 Euro davon wurden überwiesen, der Rest lag auf Konten des Landes auf Abruf bereit. Die öffentliche Aufregung fiel zeitlich mit dem Rücktritt des langjährigen Landeshauptmanns Pröll zusammen. Nach einer Prüfung und dem kritischen Bericht des niederösterreichischen Landesrechnungshofs, der daraus hervorging, wurden die Förderungen zurückgezahlt und die Stiftung aufgelöst.
2024 kam die Stiftung noch einmal in die Medien, weil die Wirtschafts- und Korruptionsstaatsanwaltschaft den Verdacht untersucht, ob Wolfgang Sobotka eine vorgesehene Steuerprüfung durch Intervention verhindert habe.

## Chronologie

### 2006 Einrichtung und Stiftungsvermögen
Am 24. Dezember 2006 feierte Erwin Pröll seinen 60. Geburtstag. Bei einer aus diesem Anlass veranstalteten Feier habe er 150.000 Euro in Kleinbeträgen geschenkt bekommen, die er im November 2007 einer Privatstiftung zuführte. Die Stiftung gab als Stiftungszweck an, Projekte, die „kulturelle Traditionen pflegen“ oder „den ländlichen Raum als Raum für Kreativität weiterentwickeln“, zu unterstützen. Angesiedelt war die Stiftung im Wohnort Prölls, in Radlbrunn. Als Zustelladresse diente aber seine Büroadresse im Landhaus in St. Pölten. Neben dem Stifter fungierten noch der Raiffeisen-Vorstand Erwin Hameseder und Johannes Coreth (ehemaliger Chef der Niederösterreichischen Versicherung) im Stiftungs-Vorstand.
Zusätzlich wurde die Stiftung ab ihrer Einrichtung von den zuständigen Finanzreferenten, zunächst Wolfgang Sobotka, danach Johanna Mikl-Leitner, mit jährlich 150.000 Euro aus Mitteln des Landes Niederösterreich bedacht – zuletzt Ende Dezember 2016 –, so dass das kumulierte Stiftungsvermögen im Jänner 2017 1,35 Millionen Euro minus der 115.000 Euro betrug. Bis auf einen Fall, in dem die FPÖ gegen die Vergabe stimmte, wurde dies stets mit den Stimmen aller in der Landesregierung vertretenen Parteien (ÖVP, SPÖ, FPÖ) beschlossen. Nicht über die Förderung informiert wurden die Opposition, der Landesrechnungshof und die Öffentlichkeit. 300.000 Euro wurden der Stiftung tatsächlich überwiesen, der Rest war auf Konten des Landes geparkt und hätte von der Stiftung jederzeit abgerufen werden können.

#### Aktivitäten
Je nach Quelle wurden 115.000 Euro oder die gesamten ursprünglich in die Stiftung eingebrachten 150.000 Euro bis Ende 2016 ausgegeben.
Gefördert wurden damit unter anderem:
- ein „beinahe blinder Harmonikaspieler“ (7000 Euro)
- ein Frauenintegrationsprojekt in Bad Vöslau (6000 Euro)
- eine Senioreninitiative in Rappottenstein (300 Euro)
- ein integrativer Chor aus dem Weinviertel, der mit körperlich beeinträchtigten Personen singt (10.000 Euro)
- zwei Halbwaisen aus dem Industrieviertel, denen nach dem Tod des Vaters Musikinstrumente und eine musikalische Ausbildung finanziert wurden (10.000 Euro)
- sowie ungenannte Summen für eine katholische Jugendgruppe und einen Dorferneuerungsverein im Waldviertel.

### 2007: Erste Prüfung der Gemeinnützigkeit
Erst im Zuge des ÖVP-Korruptions-Untersuchungsausschusses erfuhr die Öffentlichkeit im Oktober 2022, dass bereits im Gründungsjahr geprüft worden war, ob der eingetragene Stiftungszweck der Gemeinnützigkeit gegeben sei. Das wurde bejaht.

### 2009: Falter-Bericht und Anfrage der Grünen
Nach einem ersten Bericht in der Wiener Wochenzeitung Falter vom 29. Juli 2009 richtete die nicht in der Landesregierung vertretene grüne Landtagsabgeordnete Helga Krismer-Huber 2009 eine Anfrage an Pröll, in der sie Auskunft über die Stiftung begehrte. Von Pröll wurden ihre Anfragen zur Gänze „aus Datenschutzgründen“ zurückgewiesen, da es eine private Stiftung sei und sie somit kein Auskunftsrecht besäße. Einzig die Adresse im Landhaus wurde begründet, dass diese den Bürgern leichteren Kontakt ermögliche. Über die Mittel und Wege, wie Förderungen von der Stiftung erhalten werden konnten, wurde keine Auskunft gegeben.

### 2011 bis 2015: Weitere Prüfung der Gemeinnützigkeit
Für die Jahre 2011 bis 2015 wurde geprüft, ob die Gemeinnützigkeit gegeben war. Wer die Prüfung vornahm und ob gleichzeitig eine Betriebsprüfung stattfand, ist nicht geklärt. An dieser Frage entzündete sich 2022 eine Kontroverse, weil Thomas Schmid, zum damaligen Zeitpunkt Generalsekretär im Bundesministerium für Finanzen bei einer Aussage gegenüber der Wirtschafts- und Korruptionsstaatsanwaltschaft behauptete, eine Steuerprüfung hätte für die Stiftung ebenso wie das 2012 gegründete Alois-Mock-Institut stattfinden sollen. Der Landeshauptmann-Stellvertreter Wolfgang Sobotka (ÖVP) habe Schmid angerufen, woraufhin Schmid dafür gesorgt habe, dass die Prüfung nicht stattfand. Sobotka bestritt, je eine solche Intervention getätigt zu haben, und warf Schmid vor, durch erfundene Anschuldigungen in der ÖVP-Korruptionsaffäre andere zu beschuldigen, um die eigene Haut zu retten. Der (in einer anderen Affäre des ÖVP-Korruptionsskandals als Beschuldigter geführte) Leiter des Finanzamts, Siegfried Manhal, erklärte: „Aus der Erinnerung des FDSTL (Finanzamtsdienststellenleiters, Anm. der Redaktion) hat es keinerlei Intervention gegeben.“

### Dezember 2016 bis Jänner 2017: Zweiter Bericht des Falters und politische Verantwortung
Im Dezember 2016 recherchierte der Falter-Chefredakteur Florian Klenk, der bereits 2009 über die Stiftung geschrieben hatte, dass neben dem durch Spenden erhaltenen Vermögen noch eine Million Euro Landesgeld in die Stiftung floss, und löste damit eine Reihe von Medienberichten in in- und ausländischen Medien sowie heftige Reaktionen der ÖVP Niederösterreich aus. Während Erwin Pröll keine Stellungnahme abgab, wurde vonseiten der ÖVP mehrfach behauptet, es handle sich um „Fake News“, es wäre eine „aufgewärmte Geschichte“ und der Falter wolle Skandal machen, wo keiner sei. Der Rechnungshof kündigte am 16. Jänner 2017 an, die Stiftung zu prüfen. Am 17. Jänner 2017 kündigte Pröll seinen Rücktritt als Landeshauptmann an, verneinte aber einen Zusammenhang mit der medialen Aufregung um die Stiftung.
Von den Parteien in Niederösterreich bemühten sich einzig die nicht in der Proporz-Regierung vertretenen Grünen zuerst 2009 und in Folge auch 2017 darum, die politische Verantwortung zu klären. Sie kritisierten, dass die Förderung in keinem Dokument des Landes Niederösterreich aufgeführt ist, während ansonsten auch kleine Summen nachvollziehbar seien, und kündigten an, die Wirtschafts- und Korruptionsstaatsanwaltschaft einzuschalten. Die für eine Behandlung im Landtag notwendigen sechs Stimmen (sie selbst verfügten über vier) konnten sie nicht erzielen, da die Klubs von ÖVP, SPÖ und FPÖ jegliche Diskussion über die Stiftung ablehnten.
Auf Anfragen der Landtagsabgeordneten Helga Krismer-Huber an die Mitglieder der Regierung im Jänner 2017 antworteten diese durchwegs, dass die Stiftung nicht in ihren Zuständigkeitsbereich falle. Ausschließlich Pröll antwortete mit mehr als einem Einzeiler. Darin ordnet er die Verantwortung für die Förderung den Regierungskollegen zu. Diese widersprüchlichen Aussagen wurden von Klenk im Falter thematisiert.

### Juni 2017: Scharfe Kritik des Landesrechnungshofs
Das Gebaren der Stiftung wurde in Folge vom landeseigenen niederösterreichischen Landesrechnungshof untersucht und von diesem in Ordnung befunden, wobei die Untersuchung auf weitere Förderungen des Landes ausgeweitet wurde. Die Wirtschafts- und Korruptionsstaatsanwaltschaft leitete nach Prüfung kein Verfahren ein. Trotzdem wurde vom Landesrechnungshof in einem Bericht massive Kritik an der Stiftung geäußert, wonach die Voraussetzungen für die Subvention der Stiftung durch die Landesregierung nicht gegeben waren. Der Fernsehjournalist Armin Wolf fasste zusammen:
- Es „fehlten Unterlagen und Entscheidungsgrundlagen, die … erforderlich wären“.
- Es habe keine gesetzliche Grundlage für die Subventionen gegeben (konnte sich „auf kein Förderungsgesetz stützen“).
- Dafür aber gab es „Interessenkollisionen“, auch wenn Pröll selbst bei den Subventionsbeschlüssen in der Regierung nicht mitgestimmt hat (alles zitiert nach S. 30f.)[23]

Im Standard wurde das so zusammengefasst: „dass die Förderung im Rahmen der Privatwirtschaftsverwaltung abgewickelt wurde, dass die Vorgangsweise von den Allgemeinen Richtlinien für Förderungen des Landes Niederösterreich abwich, ohne dass dies in den Regierungsbeschlüssen ausdrücklich ausgesprochen wurde, sich auf kein Förderungsgesetz stützen konnte und mit Interessenkollisionen behaftet war“.

### 2017 bis Sommer 2018: Steuerprüfung
Ebenfalls erst im Zuge des ÖVP-Korruptionsskandals (2022) wurde bekannt, dass die Stiftung nach Ankündigung der Schließung geprüft wurde. Zuerst wurde vonseiten der ÖVP abgestritten, dass es je eine Prüfung der Stiftung gegeben hätte. Als dann von der ZiB2-Redaktion diese nachgewiesen wurde, wurde das von der ÖVP als Argument dafür genommen, dass also nicht gegen die Prüfung interveniert worden sei. (Schmid sprach gegenüber der Korruptionsstaatsanwaltschaft über den Zeitraum von 2014, in dem tatsächlich keine Prüfung stattfand, siehe dort.) Die zentrale Frage lautete, ob das Stiftungsgeld (das ja nicht den Förderrichtlinien entsprechend verwendet wurde) nun als Förderung behandelt werden sollte oder als Zustiftung – was unterschiedliche steuerliche Verpflichtungen zur Folge gehabt hätte. Obwohl die Finanzbeamten ursprünglich von einer steuerpflichtigen Nachzahlung ausgegangen sein sollen, soll im August 2018 der zuständige Beamte plötzlich seine Meinung geändert haben.

### Oktober 2018: Auflösung der Stiftung
Die Stiftung, die bereits vor Veröffentlichung des Berichts des Landesrechnungshofs angekündigt hatte, das geförderte Geld dem Land zurückzuzahlen, da die Stiftungsziele nicht erreichbar wären, hat dies, wie sich herausstellte, entgegen den eigenen Angaben nicht freiwillig getan, sondern war von der zuständigen Stelle des Landes dazu aufgefordert worden. Im Oktober 2018 wurde die Stiftung als aufgelöst gemeldet. Die Förderungen waren retourniert worden, was mit dem ursprünglichen Stiftungsvermögen aus Geldgeschenken passiert ist, wurde nicht thematisiert.

### Dezember 2023
Laut einer Darstellung des aus der ÖVP seit 2022 ausgeschlossenen ehemaligen Vorstands der staatlichen Beteiligungsagentur ÖBAG Thomas Schmid soll Nationalratspräsident Wolfgang Sobotka bei ihm in Sachen der Stiftung interveniert haben, was von Wolfgang Sobotka bestritten wird. Ein Antrag auf Aufhebung der Immunität des Nationalratspräsidenten lag dem Immunitätsausschuss des Nationalrates ab 12. Dezember 2023 vor. Die Immunität wurde am 15. Dezember aufgehoben.

## Kritikpunkte
Die mediale Berichterstattung beim Bekanntwerden des Skandals lässt sich in zwei unterschiedliche Themenfelder gruppieren: erstens welche politischen und ethischen Fragen die Förderung zu einem Skandalon machen, zweitens vonseiten der ÖVP, ob die Berichterstattung über die Stiftung einen Neuigkeitswert besaß. 

### Kritik an der Stiftung
Folgende Fragen wurden in den verschiedenen Artikeln, unter anderem vom Falter, nzz.at, Standard, der Süddeutschen und der Presse und Profil sowie von den Grünen und weiteren Kritikern aufgeworfen:
- Wer sind die Spender der ursprünglich anlässlich von Prölls 60. Geburtstag gesammelten 150.000 Euro? Wieso fand es der Landeshauptmann unproblematisch, eine so hohe Summe anzunehmen?[33][34]
- Wieso wurde der Plan, eine „Akademie für den ländlichen Raum, in der jungen Menschen die Werte des ländlichen Raums vermittelt“ werden, zu gründen, nie öffentlich gemacht?[35][36]
- Wieso gibt es keine Transparenz über die Verwendung der Steuergelder?[33]
- Wieso darf der Landeshauptmann Steuergeld privat verteilen?[34]
- Warum war es nicht problematisch, dass das Geld nicht ausgegeben wurde, sondern angespart?[1][37]
- Wieso ist der Posten im Budget versteckt?[33]
- Wieso vergibt das Land das Geld nicht direkt für wohltätige Zwecke, sondern wählt den Umweg einer Privatstiftung?[6]
- Ist der Länderausgleich zu großzügig dotiert, wenn solche Summen ohne klare Verwendung in Stiftungen verschoben werden können?[38]
- Warum schweigen die niederösterreichischen Medien oder titeln, wie der Kurier, „die Stiftung müsse sich eben 'noch entwickeln'“?[39]

Ex-Rechnungshof-Präsident Franz Fiedler forderte eine Prüfung der mit öffentlichem Geld gesponserten Pröll-Privatstiftung und kritisierte die fehlende Transparenz: Die Stiftung ist so konstruiert, dass öffentliches Geld in eine private Stiftung floss, in der der Stifter, der Stiftungsvorstand und der Chef des Subventionsgebers ein und dieselbe Person ist (Erwin Pröll). Vonseiten des Landes wurde entgegnet, „sämtliche Förderungen wurden korrekt und nachvollziehbar“ nach den Förderrichtlinien des Landes Niederösterreich abgewickelt.

### Kritik an der Berichterstattung durch Mitglieder der ÖVP (2017/2018)
Pröll selbst nahm zuerst nur indirekt Stellung, als es um einen zu der Zeit noch kolportierten Rückzug ging: „Auf jeden Fall hat diese Entscheidung – so oder so – in keinster Weise mit der absurden Geschichte rund um die Stiftung zu tun.“ Von Bernhard Ebner, dem Landesgeschäftsführer der ÖVP Niederösterreich, wurden die Recherchen Klenks umgehend als „Fake News“ bezeichnet, ein Vorwurf, den wenig später auch der amtierende Innenminister Wolfgang Sobotka (ÖVP) wiederholte. In Presseaussendungen und auf Twitter unterstellte Ebner weiters, Klenk betreibe eine „Sudel-Kampagne“, weise eine „Skandalisierungs-Neurotik“ auf, bezichtigte den Falter-Chefredakteur der Lüge, denn „die Geschichte [sei] nicht neu und allen bekannt“, und behauptete, in dessen Seminaren über investigativen Journalismus am APA-Campus würden „Tipps zur Verdachtsberichterstattung, Rufmord und Skandalisierung“ gegeben. Ähnlich äußerte sich Prölls Sprecher Ernst Kirchweger, der auch schrieb, Klenk hätte die beteiligten Personen durch Anfragen „terrorisiert“, nur um eine Coverstory zu bringen, zu der es keine Substanz gebe. Vizekanzler Reinhold Mitterlehner (ÖVP) ortete „künstliche Aufregung“, schließlich wären alle Vorgänge transparent. Die für die letzte Förderung Verantwortliche, die designierte Nachfolgerin Prölls, Johanna Mikl-Leitner, sagte, die Stiftung wäre „seit Jahren bekannt. Sie dient einem gemeinnützigen Zweck“.
Unerwähnt blieb in den Reaktionen vonseiten der Vertreter der ÖVP, dass zwar die Stiftung selbst durchaus bekannt war, deren Förderung mit 1,35 Millionen Euro an öffentlichen Geldern durch die Landesregierung bislang hingegen nicht. Entsprechend hat Lukas Sustala auf NZZ Österreich den Kampagnenton der ÖVP kritisiert: „Was Florian Klenk da abgeliefert hat, war Journalismus, recherchiert, überprüft, investigativ. Man mag bei der einen oder anderen Interpretation Auffassungsunterschiede haben.“ Das rechtfertige aber nicht, das Recht der Öffentlichkeit durch persönliche Angriffe zu verunklären. Ähnlich Reinhard Göweil in der Wiener Zeitung. Günter Traxler sprach von „Dirty Campaigning“ aufseiten der ÖVP. Die Journalistengewerkschaft bezeichnete die Angriffe auf Klenk „ungeheuerlich und demokratieschädigend […]“. Am 29. März 2017 verlautbarte Klenk, vertreten durch Alfred J. Noll, gegen Ebner und die Volkspartei Niederösterreich wegen „Rufschädigung“ Klage eingereicht zu haben. Am 14. Juli 2017 zogen die ÖVP Niederösterreich und Bernhard Ebner nach einer außergerichtlichen Einigung die Vorwürfe zurück und zahlten jeweils 7500 Euro. Klenk verlautbarte, die 15.000 Euro einem wohltätigen Zweck zukommen zu lassen.

#### Stellungnahme Prölls
Am 27. März 2017 gab Erwin Pröll in der Nachrichtensendung ZIB 2 ein „Abschiedsinterview“, von dem aus Zeitmangel in der Sendung neun Minuten ausgestrahlt wurden und die volle Länge online nachzusehen war. (Der Kurier und nzz.at veröffentlichten Transkripte der ganzen Länge.) Die Hälfte des Interviews führten der scheidende Landeshauptmann und der Moderator Armin Wolf über die Stiftung. Darin rechtfertigte sich Pröll: „Mit dieser Landesstiftung ist nicht mehr oder weniger getan worden, als Privatgeld, das mir zugeordnet wurde aufgrund meines 60. Geburtstages […], verfügbar gemacht worden [ist] für soziale Zwecke.“ Auf die Nachfrage, warum die Förderung geheim gehalten worden sei, meinte Pröll: „Das ist ein vollkommener Stumpfsinn […] Jeder Euro, der von der Regierung beschlossen wird, ist im Budget des Landes Niederösterreich nachlesbar.“ Wegen des sichtbaren Zorns des Landeshauptmanns über die Interviewführung wurde das Interview auch in den folgenden Tagen in der Presse mehrfach besprochen. Von Georg Renner wurden falsche oder verzerrende Behauptungen des Interviews aufgelistet.

## Trivia
Die Niederösterreichische Landesakademie, die (vermutlich) ein ähnliches Aufgabenportfolio wie die geplante Akademie der Stiftung hatte, wurde mit Beschluss vom 16. Juni 2016 per 1. Jänner 2017 aufgelöst und stattdessen eine Privatstiftung als „Denkwerkstätte für die künftigen Herausforderungen des Landes“ errichtet.